# 존 H. 채프먼 우주 센터
존 H. 채프먼 우주 센터(John H. Chapman Space Centre, 프랑스어: Centre Spatial John H. Chapman)는 캐나다 우주국의 본부이다. 캐나다 퀘벡주 롱괴유의 생튀베르 자치구에 위치한다.

## 위치 및 명칭
이 센터는 일반 항공 시설인 생튀베르 공항 경계에 총 41 헥타르(101 에이커)의 면적을 차지하고 있다. 이 건물은 어느 정도 우주정거장처럼 보이도록 설계되었다.
이 건물은 1992년에 완공되어 캐나다 우주국 본부로 명명되었고, 1996년에 캐나다 우주 프로그램에서의 공로와 알루에트 1 프로그램에서의 역할로 존 채프먼을 기리기 위해 존 H. 채프먼 우주 센터로 개명되었다.

## 프로그램
이 센터에는 캐나다 우주비행사 사무실과 캐나다의 우주 과학 및 기술 프로그램을 지원하는 대부분의 행정 및 기술 부서가 있다. 여기에는 위성 제어실, 단백질 결정 성장 임무 지원 센터, 캐나담2, 이동식 서비스 시스템 및 고급 우주 비전 시스템용 시뮬레이터가 포함된다. 또한 존슨 우주 센터의 비행 제어 및 임무 평가실과 함께 MSS 궤도 운용에 사용되는 원격 다목적 지원실(RMPSR)이 포함된 임무 운용 센터(MOC)와 JSC의 비행 제어관을 지원하는 운용 및 엔지니어링 센터(OEC)도 있다. 우주국의 본부로서, 미국 항공 우주국, 유럽 우주국, 인도우주연구기구 및 기타 국가 우주국과의 교환 활동과 같은 일반 행정 기능 또는 특정 프로그램을 위한 많은 사무실도 있다.